# Andrena decipiens
Andrena decipiens là một loài Hymenoptera trong họ Andrenidae. Loài này được Schenck mô tả khoa học năm 1861.